# Petelia circularia
Petelia circularia är en fjärilsart som beskrevs av Swinhoe 1902. Petelia circularia ingår i släktet Petelia och familjen mätare. Inga underarter finns listade i Catalogue of Life.